# Водне поло на літніх Олімпійських іграх 1984
Змагання з водного поло на літніх Олімпійських іграх 1984 в Лос-Анджелесі тривали з 1 до 10 серпня в Меморіальному басейні Ралея Раннелса. 12 чоловічих збірних розіграли 1 комплект нагород. Через бойкот Олімпійських ігор з боку країн східного блоку туди не поїхали сильні збірні СРСР та його сателітів.
У попередньому раунді збірні поділили на три групи по чотири команди. Два перші місця з кожної групи сформували фінальну групу для визначення місць з 1-го по 6-те. Треті та четверті збірні сформували групу для визначення місць з 7-го по 12-те.

## Кваліфікація[4]
| Кваліфікація                   | Дата                     | Господар | К-ть місць | Кваліфікувалися                     |
| ------------------------------ | ------------------------ | -------- | ---------- | ----------------------------------- |
| Країна-господарка              | 18 травня 1978           | Афіни    | 1          | США                                 |
| Чемпіонат світу 1982           | 30 липня — 7 серпня 1982 | Гуаякіль | 6 3        | СРСР                                |
| Чемпіонат світу 1982           | 30 липня — 7 серпня 1982 | Гуаякіль | 6 3        | Угорщина                            |
| Чемпіонат світу 1982           | 30 липня — 7 серпня 1982 | Гуаякіль | 6 3        | ФРН                                 |
| Чемпіонат світу 1982           | 30 липня — 7 серпня 1982 | Гуаякіль | 6 3        | Нідерланди                          |
| Чемпіонат світу 1982           | 30 липня — 7 серпня 1982 | Гуаякіль | 6 3        | Куба                                |
| Чемпіонат світу 1982           | 30 липня — 7 серпня 1982 | Гуаякіль | 6 3        | Югославія                           |
| Міжконтинентальна кваліфікація | 13—22 квітня 1984        |          | 5          | Італія Іспанія Австралія Греція КНР |
| Перерозподіл                   |                          |          | 3          | Канада                              |
| Перерозподіл                   | Японія                   |          | 3          |                                     |
| Перерозподіл                   | Бразилія                 |          | 3          |                                     |
| Загалом                        |                          |          | 12         |                                     |

## Збірні
В олімпійському турнірі 1984 року взяли участь 12 збірних:
| - Австралія - Бразилія - Канада - КНР | - Греція - Італія - Японія - Нідерланди | - Іспанія - США - ФРН - Югославія |

Перші 8 збірних кваліфікувалися на Кубок світу з водного поло серед чоловіків 1985, що відбувся в Дуйсбургу (ФРН).

## Перебіг турніру
У попередньому раунді збірні поділили на три групи по чотири команди. Два перші місця з кожної групи сформували фінальну групу для визначення місць з 1-го по 6-те. Треті та четверті збірні сформували групу для визначення місць з 7-го по 12-те.

### Попередній раунд

#### Група A
|  | Кваліфікувалися до медальної групи |

| Збірна     | І | В | Н | П | ГЗ | ГП | РГ  | О |
| ---------- | - | - | - | - | -- | -- | --- | - |
| Югославія  | 3 | 3 | 0 | 0 | 34 | 16 | +18 | 6 |
| Нідерланди | 3 | 2 | 0 | 1 | 25 | 26 | –1  | 4 |
| КНР        | 3 | 1 | 0 | 2 | 21 | 27 | –6  | 2 |
| Канада     | 3 | 0 | 0 | 3 | 18 | 29 | −11 | 0 |

- 1 серпня

| Югославія | 13 – 4 | Канада     |
| КНР       | 8 – 10 | Нідерланди |

- 2 серпня

| Югославія  | 12 – 7 | КНР    |
| Нідерланди | 10 – 9 | Канада |

- 3 серпня

| КНР       | 6 – 5 | Канада     |
| Югославія | 9 – 5 | Нідерланди |

#### Група B
|  | Кваліфікувалися до медальної групи |

| Збірна   | І | В | Н | П | ГЗ | ГП | РГ  | О |
| -------- | - | - | - | - | -- | -- | --- | - |
| США      | 3 | 3 | 0 | 0 | 32 | 17 | +15 | 6 |
| Іспанія  | 3 | 2 | 0 | 1 | 39 | 31 | +8  | 4 |
| Греція   | 3 | 0 | 1 | 2 | 23 | 33 | –10 | 1 |
| Бразилія | 3 | 0 | 1 | 2 | 25 | 38 | −13 | 1 |

- 1 серпня

| Іспанія | 19 – 12 | Бразилія |
| США     | 12 – 5  | Греція   |

- 2 серпня

| Іспанія | 12 – 9 | Греція   |
| США     | 10 – 4 | Бразилія |

- 3 серпня

| Греція  | 9 – 9  | Бразилія |
| Іспанія | 8 – 10 | США      |

#### Група C
|  | Кваліфікувалися до медальної групи |

| Збірна    | І | В | Н | П | ГЗ | ГП | РГ  | О |
| --------- | - | - | - | - | -- | -- | --- | - |
| ФРН       | 3 | 3 | 0 | 0 | 35 | 18 | +17 | 6 |
| Австралія | 3 | 1 | 1 | 1 | 29 | 20 | +9  | 3 |
| Італія    | 3 | 1 | 1 | 1 | 27 | 23 | +4  | 3 |
| Японія    | 3 | 0 | 0 | 3 | 15 | 45 | −30 | 0 |

- 1 серпня

| Італія | 15 – 5 | Японія    |
| ФРН    | 10 – 6 | Австралія |

- 2 серпня

| Австралія | 8 – 8  | Італія |
| ФРН       | 15 – 8 | Японія |

- 3 серпня

| Японія | 2 – 15 | Австралія |
| ФРН    | 10 – 4 | Італія    |

### Фінальний раунд

#### Група D
|    | Збірна     | Очок | І | В | Н | П | ГЗ | ГП | РГ  |
| -- | ---------- | ---- | - | - | - | - | -- | -- | --- |
| 1. | Югославія  | 9    | 5 | 4 | 1 | 0 | 47 | 33 | +14 |
| 2. | США        | 9    | 5 | 4 | 1 | 0 | 43 | 34 | +9  |
| 3. | ФРН        | 5    | 5 | 2 | 1 | 2 | 49 | 34 | +15 |
| 4. | Іспанія    | 4    | 5 | 1 | 2 | 2 | 42 | 46 | –4  |
| 5. | Австралія  | 3    | 5 | 1 | 1 | 3 | 37 | 48 | –11 |
| 6. | Нідерланди | 0    | 5 | 0 | 0 | 5 | 25 | 48 | –23 |

- 6 серпня

| Австралія | 6 – 9 | Югославія  |
| США       | 8 – 7 | Нідерланди |
| Іспанія   | 8 – 8 | ФРН        |

- 7 серпня

| США       | 12 – 7 | Австралія  |
| Югославія | 10 – 9 | ФРН        |
| Іспанія   | 8 – 4  | Нідерланди |

- 9 серпня

| США        | 8 – 7  | ФРН       |
| Нідерланди | 7 – 8  | Австралія |
| Іспанія    | 8 – 14 | Югославія |

- 10 серпня

| ФРН       | 15 – 2  | Нідерланди |
| Австралія | 10 – 10 | Іспанія    |
| США       | 5 – 5   | Югославія  |

#### Група E
|     | Збірна   | Очок | І | В | Н | П | ГЗ | ГП | РГ  |
| --- | -------- | ---- | - | - | - | - | -- | -- | --- |
| 7.  | Італія   | 9    | 5 | 4 | 1 | 0 | 63 | 34 | +29 |
| 8.  | Греція   | 8    | 5 | 3 | 2 | 0 | 52 | 41 | +11 |
| 9.  | КНР      | 6    | 5 | 3 | 0 | 2 | 44 | 39 | +5  |
| 10. | Канада   | 3    | 5 | 1 | 1 | 3 | 40 | 48 | –8  |
| 11. | Японія   | 2    | 5 | 1 | 0 | 4 | 30 | 55 | –25 |
| 12. | Бразилія | 2    | 5 | 0 | 2 | 3 | 40 | 52 | –12 |

- 6 серпня

| КНР    | 10 – 4 | Японія   |
| Греція | 11 – 8 | Канада   |
| Італія | 13 – 4 | Бразилія |

- 7 серпня

| Греція | 14 – 7  | Японія   |
| Італія | 11 – 8  | КНР      |
| Канада | 10 – 10 | Бразилія |

- 9 серпня

| КНР    | 11 – 9 | Бразилія |
| Канада | 8 – 5  | Японія   |
| Греція | 8 – 8  | Італія   |

- 10 серпня

| Японія | 9 – 8  | Бразилія |
| Італія | 16 – 9 | Канада   |
| Греція | 10 – 9 | КНР      |

## Підсумкове положення
|    | Югославія  |
|    | США        |
|    | ФРН        |
| 4  | Іспанія    |
| 5  | Австралія  |
| 6  | Нідерланди |
| 7  | Італія     |
| 8  | Греція     |
| 9  | КНР        |
| 10 | Канада     |
| 11 | Японія     |
| 12 | Бразилія   |

## Медалісти
| Золото | Срібло | Бронза |
| Югославія (YUG)Милорад Кривокапич Дені Лушич Зоран Петрович Божо Вулетич Веселин Джухо Зоран Роє Миливой Бебич Периця Букич Горан Сукно Томислав Пашквалин Ігор Миланович Драган Андрич Андрія Попович Головний тренер: Ратко Рудич | США (USA)Крейґ Вілсон Кевін Робертсон Ґері Фіґероа Пітер Кемпбелл Даґ Берк Джозеф Варґас Джон Свендсен Джон Саймен Ендрю Мак-Доналд Террі Шредер Джоді Кемпбелл Тімоті Шоу Кріс Дорст Головний тренер: Монті Нітзковскі | ФРН (FRG)Перер Реле Томас Лебб Франк Отто Райнер Гоппе Армандо Фернандес Томас Губер Юрґен Шредер Райнер Осельманн Гаґен Штамм Роланд Фройнд Дірк Тайсманн Сантьяґо Хальмовскі Вернер Обшернікат Головний тренер: Ніко Фрою |

### Провідні бомбардири
| Місце | Гравець                 | Голи |
| ----- | ----------------------- | ---- |
| 1     | Мануель Естіарте (ESP)  | 34   |
| 2     | Маріо Фйорілло (ITA)    | 19   |
| 3     | Франк Отто (FRG)        | 18   |
| 4     | Чарлз Тернер (AUS)      | 17   |
| 5     | Миливой Бебич (YUG)     | 16   |
| 5     | Гаґен Штамм (FRG)       | 16   |
| 5     | Ван Сяотянь (CHN)       | 16   |
| 8     | Маріу Соуту (BRA)       | 15   |
| 8     | Ерік Теббе Боржес (BRA) | 15   |
| 8     | Крістофер Вайброу (AUS) | 15   |
| 8     | Сотіріос Статакіс (GRE) | 15   |
| 12    | Террі Шредер (USA)      | 14   |